# Mala Kneža
Koordinati:   42°58′40″N, 17°02′50″E
Mala Kneža je majhen in nenaseljen hrvaški otoček v Jadranskem morju. Mala Kneža se nahaja v Pelješkem kanalu okoli 0,4 km JJZ od rta Kneža na severni obali otoka Korčula. Površina Male Kneže meri 0,014 km².
(dolžina obalnega pasu je 0,45 km).